# Umezawa
Umezawa är ett område i den japanska staden Tochigi, Tochigi prefektur. Postnumret är 328-0204.

## Geografi
Umezawa är beläget i den centrala delen av Terao-distriktet, och angränsar Ōkubo i öst, Sano i väst, Shiriuchi i söder, och Nabeyama i norr.

## Antal hushåll och befolkning
Antalet hushåll och befolkning den 31 december 2020 var följande:
| Ort     | Antal hushåll | Befolkning   |
| ------- | ------------- | ------------ |
| Umezawa | 271 hushåll   | 672 personer |